# 山口県道276号角島神田線
山口県道276号角島神田線（やまぐちけんどう276ごう つのしまかんだせん）は、山口県下関市を通る一般県道である。

## 概要
下関市豊北町大字角島から下関市豊北町大字神田に至る。
もともとは山口県道276号角島線といい、角島内で完結する県道だったが、角島大橋開通（2000年（平成12年）11月3日）に際して角島大橋およびその取り付け道路が県道になり、現路線が成立した。
角島大橋は延長1,780 m。長くなったのは自然環境保全の問題から鳩島に道路を通せなかったためである。角島大橋開通と同時に、島の周囲の海岸沿いを走る狭隘なルートから島の中央部を横断するルートに変更された。

### 路線データ
- 起点：下関市豊北町大字角島
- 終点：下関市豊北町大字神田（山口県道275号島戸港線交点）

## 歴史
- 2000年（平成12年） - 路線認定。

前身は山口県道276号角島線。角島大橋開通に伴い山口県道275号島戸港線交点まで延伸して成立した。
- 2005年（平成17年）2月13日 - 下関市と豊浦郡の全4町（菊川町・豊浦町・豊田町・豊北町）が対等合併して改めて下関市が設置されたことに伴い、全区間が下関市域を通る路線になる。

## 路線状況

### 道路施設

#### 橋梁
- 角島大橋（延長1,780 m、海土ヶ瀬戸、下関市）

## 地理

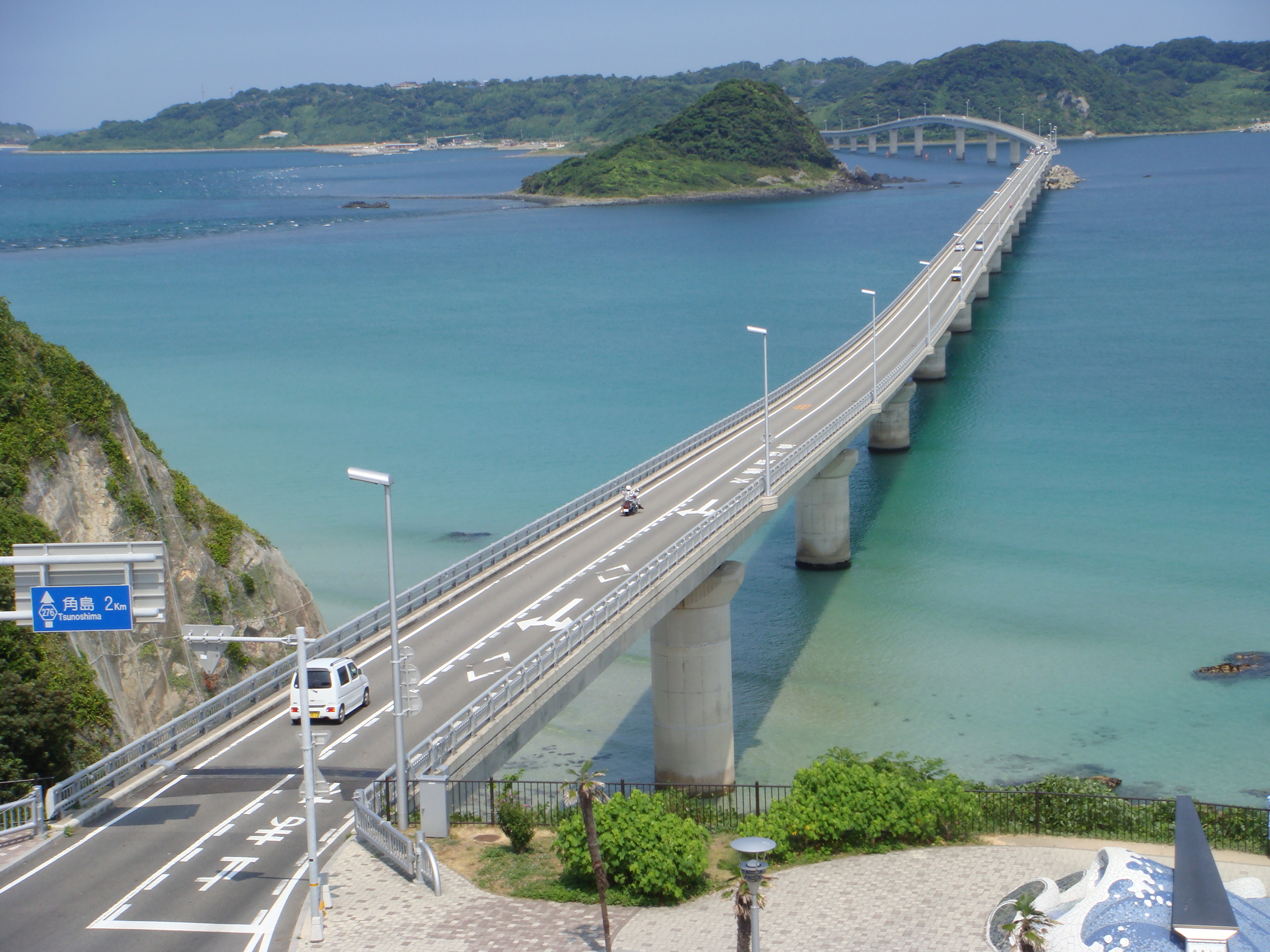
角島大橋

### 通過する自治体
- 山口県
  - 下関市

### 交差する道路
| 交差する道路          | 交差する場所   | 交差する場所 |
| --------------------- | -------------- | ------------ |
| 山口県道275号島戸港線 | 豊北町大字神田 | 終点         |

### 沿線
- 角島灯台
- つのしま自然館
- 大浜キャンプ場
- 鳩島
- ホテル西長門リゾート